# Хинлопен, Теймен
Теймен Якобц Хинлопен (нидерл. Tymen Jacobsz Hinlopen, 1572 — 7 августа 1637) — один из директоров Северной Гренландской компании.

## Биография
Теймен Хинлопен родился в Амстердаме в районе Ньивендейк, после женитьбы переехал к каналу Сингел. В начале 1620-х он участвовал в финансировании путешествия Корнелиуса Мая в Новые Нидерланды на судне «Блейде Боодсхап»; в его честь Май назвал мыс Хинлопен на южной стороне Делавэрского залива. В 1628 году принял участие в торговой экспедиции по закупке зерна в России, лицензию для которой добыл Исаак Масса. Торговые интересы Теймана Хинлопена простирались от Балтики до Америки, от Шпицбергена до Генуи и Португалии.
В честь Хинлопена названы мыс в Северной Америке и пролив на Шпицбергене.

## Галерея
- Пролив Хинлопена на Шпицбергене.
- Делавэрский залив и мыс Хинлопен на его южном берегу.